# Sparasion karadagicus
Sparasion karadagicus är en stekelart som beskrevs av Kononova 2001. Sparasion karadagicus ingår i släktet Sparasion och familjen Scelionidae. Inga underarter finns listade i Catalogue of Life.